# Карково (Старгардський повіт)
Карково (пол. Karkowo) — село в Польщі, у гміні Хоцивель Старгардського повіту Західнопоморського воєводства.
Населення — 340 осіб (2011).
У 1975-1998 роках село належало до Щецинського воєводства.

## Демографія
Демографічна структура станом на 31 березня 2011 року:
|          | Загалом | Допрацездатний вік | Працездатний вік | Постпрацездатний вік |
| -------- | ------- | ------------------ | ---------------- | -------------------- |
| Чоловіки | 177     | 36                 | 130              | 11                   |
| Жінки    | 163     | 39                 | 91               | 33                   |
| Разом    | 340     | 75                 | 221              | 44                   |